# Aanslagen in Madrid op 11 maart 2004
De aanslagen in Madrid op 11 maart 2004 waren een aantal door islamitische terroristen gecoördineerde bomexplosies die plaatsvonden aan boord van vier forensentreinen (cercanías) van de RENFE in Madrid (Spanje), in de ochtend van 11 maart 2004. Er werden 191 mensen gedood en 2050 verwond, van wie velen ernstig. Hiermee is het de grootste aanslag in de geschiedenis van hedendaags Spanje en de ergste terroristische daad in Europa sinds het opblazen van een vliegtuig boven het Schotse plaatsje Lockerbie op 21 december 1988 (de Lockerbie-aanslag). Er werd melding gemaakt van dertien bommen, waarvan er tien ontploft zijn.

## Schuldigen
Aanvankelijk verklaarde de Spaanse regering dat de Baskische afscheidingsbeweging ETA voor de aanslag verantwoordelijk was. Ook vonden er volksdemonstraties plaats waarin met een beschuldigende vinger naar de ETA werd gewezen.
De vondst van een cassettebandje met Arabische Koranverzen in een bestelbus tezamen met een ontstekingsmechanisme bracht Al Qaida meer nadrukkelijk in beeld als mogelijke dader, maar de ETA werd door de Spaanse autoriteiten nog steeds als belangrijkste verdachte gezien. Zowel de politieke als de militaire tak van de ETA ontkende echter dat de ETA achter de aanslagen zat.
De Spaanse regering verklaarde in het bezit te zijn van een videocassette waarop Al Qaida de verantwoordelijkheid voor de tien bloedbaden opeiste. Ook werden vijf islamitische verdachten aangehouden, die men op het spoor was gekomen door de vondst van een mobiele telefoon in een tas met explosieven die niet waren afgegaan (de mobiele telefoon had moeten werken als ontstekingsmechanisme). Acht andere daders bliezen zich op 3 april 2004 op in een flat in de Madrileense voorstad Leganes toen zij omsingeld waren door Spaanse antiterreurspecialisten (GEOS). Ook een van de agenten kwam bij deze zelfmoordactie om het leven. Een met Al Qaida verbonden organisatie, de Brigades Abu Hafs al-Masri, had al eerder de verantwoordelijkheid voor de aanslag op zich genomen, maar deze organisatie had eerder valse vergelijkbare claims gemaakt. Inmiddels wordt algemeen aangenomen dat de aanslag het werk was van een islamitische groep die verbonden was met Al Qaida.
Op 31 oktober 2007 verklaarde de rechtbank in Madrid vier van de hoofdverdachten schuldig, waarbij twee of drie van hen onvoorwaardelijke celstraffen kregen van 40.000 jaar. Het proces werd door de Spanjaarden zelf 'het proces van de eeuw' genoemd. Ook werden zestien andere betrokkenen veroordeeld, onder wie vijf Spanjaarden die betrokken waren bij de diefstal van de explosieven uit een mijn in de Noord-Spaanse mijnstreek van Oviedo, handel en transport van de explosieven en verkoop aan een terroristische organisatie.

## In perspectief
Het was de ergste terroristische aanslag in Spanje ooit, een stuk gruwelijker nog dan de door de ETA uitgevoerde aanslag op een supermarkt in Barcelona met 21 doden en 40 gewonden.
De aanslagen vonden plaats precies 30 maanden (2,5 jaar) na de aanslagen van 11 september 2001, waarbij bijna 3000 mensen omkwamen, en 3 dagen voor de Spaanse parlementsverkiezingen. 

## Verkiezingen
De aanslagen vonden plaats drie dagen voor de Spaanse verkiezingen. De politieke partijen verklaarden hun campagnes te stoppen, maar de verkiezingen zouden wel doorgang vinden. De aanslagen zijn waarschijnlijk van grote invloed geweest op de uitslag van de verkiezingen. Vóór de aanslagen lag de conservatieve PP (Partido Popular) van aftredend premier José María Aznar duidelijk voor in de peilingen, uiteindelijk won echter de socialistische PSOE van Zapatero.
Vermoed wordt dat het plotselinge verlies voor een aanzienlijk deel werd veroorzaakt doordat de regerende partij PP vasthield aan de verantwoordelijkheid van de ETA, hoewel er al voor de verkiezingen meerdere aanwijzingen waren die duidden op een mogelijke verantwoordelijkheid van Al Qaida. Verantwoordelijkheid van de ETA had positief kunnen uitpakken voor de PP, omdat deze een harde lijn tegenover de ETA voorstaat. Betrokkenheid van Al Qaida zou daarentegen negatief kunnen werken, omdat het een 'straf' zou kunnen zijn voor Spanjes betrokkenheid in Irak, waar de Spaanse regering tegen de wens van de meerderheid van de bevolking een belangrijke rol speelde.
Door de aanslag, en vooral het vervolg erop, zou het vertrouwen van de kiezers in de PP zijn afgenomen. De bevolking, of in elk geval een deel daarvan, had het gevoel dat de regering meer bezig was om de schuld op de ETA af te schuiven dan om de ware schuldigen te vinden. Latere aanwijzingen wezen ook in deze richting; zo bleek de bewering dat het soort van explosief er een was dat vaak door de ETA was gebruikt achteraf simpelweg onjuist te zijn.
De oorlog in Irak, waarin Spanje actief was in de door de Verenigde Staten en het Verenigd Koninkrijk geleide coalitie, had al voor de aanslagen het afkeuren van 80% tot 90% van de Spaanse bevolking. Aankomend premier Zapatero had al voor de aanslagen op zijn (toen onpopulaire) agenda de terugtrekking uit Irak staan. Na zijn overtuigende verkiezingsoverwinning hield hij woord door de Spaanse troepen uit Irak terug te trekken.

## Drie minuten stilte
Op 15 maart 2004 om 12.00 uur (Midden-Europese Tijd) werd in de hele Europese Unie gehoor gegeven aan de oproep van de Ierse premier Bertie Ahern, die op dat moment voorzitter van de Europese Unie was, om drie minuten stil te zijn voor de slachtoffers. Ook in de landen die per 1 mei 2004 toetraden tot de EU waren de inwoners drie minuten stil. Veel vlaggen werden halfstok gehangen, treinen bleven staan en vliegtuigen bleven aan de grond.

## Nationaliteiten van de slachtoffers
| Nationaliteit          | Slachtoffers |
| ---------------------- | ------------ |
| Spanje                 | 142          |
| Roemenië               | 16           |
| Ecuador                | 6            |
| Polen                  | 4            |
| Bulgarije              | 4            |
| Peru                   | 3            |
| Dominicaanse Republiek | 2            |
| Colombia               | 2            |
| Marokko                | 2            |
| Oekraïne               | 2            |
| Honduras               | 2            |
| Senegal                | 1            |
| Cuba                   | 1            |
| Chili                  | 1            |
| Brazilië               | 1            |
| Frankrijk              | 1            |
| Filipijnen             | 1            |
| Totaal                 | 191          |